# Matthews, Indiana
Matthews är en ort i Grant County i delstaten Indiana, USA.